# 메죄베레니

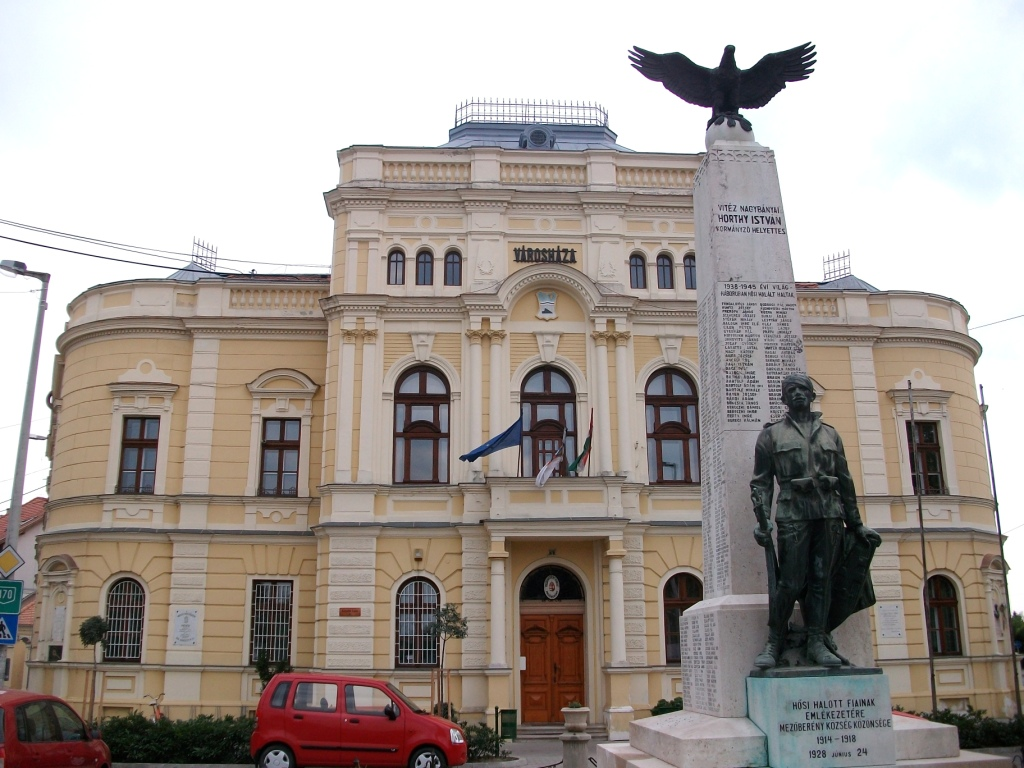
메죄베레니 시청

메죄베레니(헝가리어: Mezőberény, 독일어: Maisbrünn 마이스브륀[*], 슬로바키아어: Poľný Berinčok 폴니베린초크)는 헝가리 베케시 주에 위치한 도시로 면적은 118.53km2, 인구는 11,241명(2009년 기준), 인구 밀도는 97.79명/km2이다. 헝가리 대평원과 접하며 헝가리의 수도인 부다페스트에서 남동쪽으로 약 200km 정도 떨어진 곳에 위치한다. 헝가리 고속도로 46호선, 47호선 부다페스트-솔노크-베케슈처버 고속철도 노선이 지나간다.
중세 시대에 '베레니'(Berény)라는 이름을 가진 마을이 존재했지만 오스만 제국과의 전쟁으로 인해 파괴되면서 이 곳에 거주하던 헝가리인들이 다른 곳으로 이주했다. 18세기에 헝가리인, 독일인, 슬로바키아인이 이주하면서 재건되었고 19세기 말까지는 독일어, 슬로바키아어가 헝가리어와 동등한 지위를 받았다.

시 문장